# Cardiopelma mascatum
Genre
Espèce
Cardiopelma mascatum, unique représentant du genre Cardiopelma, est une espèce d'araignées mygalomorphes de la famille des Theraphosidae.

## Distribution
L'origine de cette espèce est inconnue.

## Publication originale
- Vol, 1999 : À propos d'une spermatheque inhabituelle. Arachnides, no 42, p. 1-13.